# خوتا گروشچنو
خوتا گروشچنو (به لهستانی:  Huta Gruszczyno) یک روستا در لهستان است که در گمینا ستوچک واقع شده‌است.